# Makarov PM
La Makárov PM (Pistolet Makárova, en ruso: Пистолет Макарова ПМ) es una pistola semiautomática diseñada a finales de los 40, por Nikolái Fyódorovich Makárov, y fue el arma auxiliar militar estándar de las Fuerzas armadas de la Unión Soviética de 1951 a 1991.

## Desarrollo
La pistola Makárov surgió a partir de un concurso de diseños para reemplazar a la pistola semiautomática TT-33.
En lugar de construir una pistola que emplease un cartucho ya existente, Nikolái Makárov diseñó tanto una pistola nueva como un cartucho nuevo, el 9 x 18 mm Makarov. Para simplificar su producción y reducir costos, la pistola Makarov empleaba el sistema de recarga accionada por retroceso, junto al cartucho 9 x 18 que es el más potente que puede disparar; aunque el calibre nominal es 9 mm, la bala tiene un diámetro de 9,2 mm - más corta y ancha, siendo incompatible con las pistolas calibradas para cartuchos 9 x 19 Parabellum. En consecuencia, la munición soviética era imposible de emplear en armas de la OTAN, haciendo que en caso de guerra las tropas OTAN no puedan emplear la munición de soldados soviéticos muertos o capturados, o de depósitos.
En 1951 la Pistola de Makárov (PM) fue seleccionada a causa de la su simplicidad (pocas piezas móviles), costo reducido, facilidad de fabricación, precisión y razonable poder de parada. Estuvo en servicio con las Fuerzas Armadas y la Policía soviéticas hasta la disolución de la Unión Soviética, en 1991. Hoy en día, la Makarov es una popular pistola para portar ocultada en los Estados Unidos; variantes de la Makarov todavía se producen en Rusia y Bulgaria, pero en los Estados Unidos las Makarov de fabricación soviética y germano-oriental son consideradas por el departamento de Alcohol, Tabaco, Armas de Fuego y Explosivos como artículos de colección, debido a que sus países de origen (la Unión Soviética y Alemania Oriental) ya no existen. 
Desde el 2003, la Makarov PM fue reemplazada en servicio por la pistola Yarygin PYa. Pero hasta el 2008, todavía se hallaban grandes cantidades de pistolas Makarov PM en servicio con las Fuerzas Armadas y la Policía rusas. La Makarov PM aún es la pistola de servicio en varios países del antiguo Bloque del Este y ex-Repúblicas Soviéticas.

## Diseño
La Pistolet Makarova (PM) es una pistola de tamaño medio accionada por retroceso y con cañón fijo. En las armas accionadas por retroceso, la única fuerza que mantiene cerrada la corredera es la del muelle recuperador; tras disparar, el cañón y la corredera no se desacoplan, al contrario de las pistolas con recámara acerrojada. Las pistolas accionadas por retroceso son simples y más precisas que aquellas que emplean cañones deslizantes, oscilantes o articulados. Las pistolas accionadas por retroceso también están limitadas por el peso de la corredera. El cartucho 9 x 18 mm es el más grande y útil que puede emplearse en pistolas accionadas por retroceso. La PM es un tanto pesada para su tamaño, una característica buscada en una pistola accionada por retroceso; la pesada corredera ofrece una mayor inercia ante el retroceso.
La PM tiene un percutor flotante, que carece de un muelle impulsor o bloque percutor, esta característica hace posible que la pistola se dispare accidentalmente si es que cae y la boca del cañón impacta contra el suelo; resumiendo esto, la PM es muy sensible. Makarov creyó que el diseñar un percutor con poco peso, no constituía un gran riesgo. La Makarov de producción búlgara ha sido aprobada para comercializarse en el estado norteamericano de California, tras pasar una prueba de seguridad ante caídas ordenada por el Departamento de Justicia (su certificado expira el 6 de diciembre de 2009, si no es renovado). A causa del percutor, similar al de la carabina semiautomática SKS, este debe hallarse libre de aceite, conservantes, grasa de pistola o suciedad antes de disparar, para así evitar una ráfaga accidental. Si el percutor no cascabelea al agitar la pistola en la dirección del recorrido de este, necesita ser limpiado. 
Las características más resaltantes de la PM son su simplicidad y ahorro de piezas; varias de ellas efectúan más de una operación, por ejemplo, el tope de la corredera es al mismo tiempo el eyector. De manera similar, el muelle recuperador impulsa el martillo y el gatillo, mientras que su extremo inferior es el fijador del cargador. Las piezas de la pistola Makarov rara vez se rompen con un empleo normal, siendo fácilmente reemplazadas usando pocas herramientas, permitiendo que fuese fácil de reparar también. 
En adición a su simplicidad, la Makarov puede, al contrario de la TT-33, ser fácilmente desarmada y armada (incluso retirarle el percutor) sin necesidad de herramientas; todo el proceso puede hacerse en menos de un minuto.
En términos de diseño, es una versión de mayor tamaño de la pistola alemana Walther PP (de hecho, hay quienes consideran que la Makarov PM es una copia soviética de la Walther PP, cosa que aún está en controversia). Utiliza el cartucho 9 mm Makarov (9 x 18), que esta a mitad de camino entre el 9 mm Parabellum y el 9 mm Corto, de tal modo que es el cartucho más potente que puede ser utilizado con un mecanismo de retroceso simple, sin las complejidades que exigiría un cartucho de mayor tamaño.

## Operación
La Makarov emplea un sistema de disparo de doble acción. Luego de insertar el cargador y cargar la pistola al tirar hacia atrás de la corredera, puede ser llevada con el martillo bajado y el seguro puesto. Para disparar, primero se debe apretar hacia abajo la palanca del seguro (posición de "fuego") situada lateralmente en la corredera, tras lo cual el tirador aprieta el gatillo para disparar la pistola. Al apretarse el gatillo para efectuar el primer disparo, también se arma el martillo, acción que requiere una presión fuerte y prolongada del gatillo. El disparo y la recarga arman nuevamente el martillo para los siguientes disparos; también puede disparase como una pistola de acción simple, mediante una ligera y rápida presión del gatillo. La PM es semiautomática, disparando a la misma velocidad con la que el tirador puede apretar el gatillo. Los casquillos de los cartuchos disparados son eyectados hacia la derecha y detrás del tirador, a unos 5,5-6 metros de distancia. Cuando el seguro está puesto, el martillo cae desde la posición de amartillado. La palanca del seguro tiene un entalle que impide al martillo golpear el percutor. Esta es la única forma segura de bajar el martillo.
El cargador estándar de la PM tiene una capacidad de 8 cartuchos. Tras disparar el último cartucho, la corredera queda abierta. Cuando se inserta un cargador lleno, la corredera se cierra al accionarse una palanca situada en el lado izquierdo del armazón o mediante la retirada de este para accionar el sujetador de la corredera; ambas acciones insertan un cartucho en la recámara. La pistola está lista para disparar. 
Al ser accionada, la palanca del seguro de la PM impide al martillo golpear la parte posterior del percutor. El fijador del cargador está situado en la base del mango. Fue diseñado de tal forma, para evitar que se enganche en la ropa y suelte accidentalmente el cargador.
Desde mediados de los 80 hasta comienzos de los 90, la munición 9 mm Makarov era difícil de conseguir en los Estados Unidos. En aquel entonces, un redactor especializado en armas probó y sugirió el recalibrado de las Makarov para poder emplear cartuchos 9 mm Corto. Las pistolas recalibradas funcionaron, pero demostraron ser imprecisas a distancias mayores de 15 metros y tener demasiada dispersión del disparo a 25 metros.

## Mantenimiento
Los cartuchos 9 x 18 mm Makarov no-corrosivos y de fabricación reciente, son producidos actualmente por varios fabricantes modernos de cartuchos tales como Wolf, Winchester (bajo su marca «Metric Calibers») y Sellier & Bellot. Las fábricas rusas de Barnaul, Novosibirsk y Ulyanovsk también producen este cartucho, que es importado y comercializado en los Estados Unidos bajo las marcas Silver Bear y Brown Bear.
Se debe tener sumo cuidado en emplear los cartuchos adecuados, ya que existen varios cartuchos de calibre 9 mm que no pueden ser disparados por una pistola Makarov bajo ninguna circunstancia. Los cartuchos similares que muchas veces son confundidos con el 9 x 18 Makarov son el 9 x 17 Corto (también conocido como .380 ACP, 9 x 17 Browning Corto, 9 mm Corto o 9 mm Kurz) y el 9 x 19 Parabellum. 
Los cartuchos 9 x 18 Ultra o 9 x 18 Police tampoco son compatibles con la Makarov, aunque tengan la misma designación de 9 x 18. 
La bala 9 mm Makarov tiene un diámetro de 9,25 mm, en comparación con los 9 mm del Ultra y los 9,02 mm del Police.
El cartucho correcto para la mayoría de pistolas sin modificar es el 9 x 18 Makarov, aunque están disponibles cañones de recambio y modelos civiles calibrados para cartuchos 9 x 17 Corto y .32 NAA.

## Variantes
La Makarov fue fabricada en varios países del Bloque del Este durante la Guerra Fría y al final de esta; además de Rusia, también fue producida en Alemania Oriental, Bulgaria y China. Tras su unificación, Alemania entró en posesión de unos cuantos miles de pistolas Makarov de producción germano-oriental.
La variante más ampliamente conocida, la Makarov PMM, fue un rediseño de la pistola original. En 1990, un grupo de ingenieros rediseñaron la Makarov original, principalmente al aumentar la carga de pólvora del cartucho. El resultado fue un significativo aumento en la velocidad de boca, generando un 25% más de presión por parte de los gases del disparo. El cargador de esta pistola tiene una capacidad de 12 cartuchos, en comparación con los 8 de la PM. Los cargadores con capacidad de 10 cartuchos fueron producidos en mayor número que los de cargadores de 12 cartuchos. La Makarov PMM es capaz de emplear los cartuchos Makarov existentes y tiene otras modificaciones mínimas, como un mango mejorado y estrías espiraladas en el ánima del cañón. 
Durante los 90, la fábrica de armas rusa Baikal publicitó varias pistolas Makarov en los Estados Unidos como el modelo IJ-70. Entre ellas figuraban pistolas estándar y de gran capacidad. Estaban disponibles tanto en calibre .380 ACP, como en 9 x 18 Makarov. Se les tuvo que hacer algunas modificaciones mínimas para poder ser importadas a los Estados Unidos, incluyendo el reemplazo del alza fija con un alza ajustable de baja calidad (solo los modelos rusos de exportación tienen un alza ajustable). Es poco probable que se importen más pistolas Makarov en un futuro cercano, debido a los acuerdos voluntarios que restringen la importación de armas ligeras desde Rusia. Tampoco ya no se puede importar la pistola de aire comprimido Baikal MP645K, que es conocida entre los coleccionistas y tiradores como la «Air Mak». Esta dispara perdigones calibre 4,5 mm (.177) impulsados por CO2 con realismo extremo, incluyendo un gatillo de doble acción. El cartucho de CO2 es alojado en un cargador de Makarov de doble hilera modificado, y la pistola es idéntica a una Makarov de gran capacidad. La pistola aún está disponible en el Reino Unido y varios otros países de Europa y el mundo. A pesar de la prohibición sobre su importación, algunas "Air Maks" todavía están disponibles en el mercado de armas de segunda mano. Debido a su limitado número, los precios de estas se han doblado desde el cese de su importación. 
Países como Polonia y Hungría desarrollaron sus propias pistolas que empleaban el cartucho 9 x 18 mm Makarov. Hungría desarrolló la PA-63 y Polonia la P-64 y la P-83 Vanad. Aunque con apariencia similar a la PM y calibradas para el mismo cartucho, estas pistolas calibre 9 mm Makarov son frecuentemente etiquetadas por algunos vendedores estadounidenses en las ferias de armas como "Makarov Polaca" y "Makarov Húngara". A pesar de todo, estos diseños parecidos son independientes de la PM y tienen más en común con la Walther PP (la cual, de hecho tuvo una influencia mayor en el diseño de la Makarov rusa original). En realidad, son simples pistolas que están calibradas para el cartucho 9 x 18 Makarov. 
Existe una amplia variedad de accesorios y repuestos para la Makarov, los cuales incluyen: cañones de repuesto, cachas personalizadas, acabados personalizados y mecanismos de puntería más grandes con diversas propiedades para reemplazar a los mecanismos originales, notables por su pequeñez. Existe un soporte para montar una mira telescópica o linterna en la Makarov, pero necesita un cañón de repuesto espiralado. 
Como en el caso de la carabina semiautomática SKS, el mercado prefiere las pistolas Makarov producidas en Alemania Oriental. Las Makarov búlgaras no tienen el mismo acabado, pero son generalmente consideradas armas resistentes y confiables. Las Makarov rusas y chinas no tienen el mismo grado de apreciación, pero son valiosos artículos de colección.
La reconocida Oficina de Diseño de Instrumentos de Tula (KBP Instrument Design Bureau) en Rusia es la única firma armamentista que aún tiene en producción la Makarov PM, no como la PMM, sino el diseño estándar un tanto modernizado y optimizado, pero con las características distintivas de la PM:
- Cargador de 8 disparos como mínimo.
- Cacha plana de una sola pieza.
- Corredera pesada.
- Cámara calibrada para cartuchos 9x18 Makarov y variante «7N25» (antiblindaje), entre otros aspectos.

La pistola silenciada PB está basada en la Makarov PM y tiene un silenciador desmontable con dos secciones.

## En la cultura popular
Aparece en el videojuego para PS3 y PS4 Uncharted: Drake's Fortune y Uncharted: Golden Abyss, en Metal Gear Solid 2: Sons of Liberty, Metal Gear Solid 3: Snake Eater, Metal Gear Solid: Peace Walker, Call of Duty: Black Ops, Metal Gear Solid 4: Guns of the Patriots,en Call Of Duty: Modern Warfare (bajo el nombre de «Sykov»), Call of Duty: Black Ops 6 (bajo el nombre de «PM de 9mm»).Apareve también en juegos rusos/ucranianos como Escape From Tarkov y la saga Stalker

## Usuarios
- Albania
- Alemania Oriental: hasta la reunificación.
- Armenia: Las pistolas soviéticas permanecieron después de la declaración de independencia, en 1992-1994 se perdieron algunas en la guerra por Karabaj, pero en 2009 se compraron otras 300 pistolas PM en Rusia.[6]
- Bielorrusia[7]
- Bulgaria: De 1971 a 2007 se produjo una versión local.
- China

Adoptada por el Ejército Popular de Liberación en 1959 como la Tipo 59. Es producida localmente, con pequeños detalles de diseño (el ancho del punto de mira y la configuración de la palanca del seguro, por ejemplo). Las Makarov chinas están hechas mediante mecanizado y todas sus piezas metálicas son pavonadas.
- Camboya
- Cuba Se produce bajo licencia para el consumo de las fuerzas armadas y la policía.
- Estonia
- Georgia - después de la declaración de independencia, las pistolas soviéticas permanecieron en servicio, pero luego su número disminuyó (algunas se perdieron en los combates de 1991-1993 en Abjasia y Osetia del Sur) y más tarde, durante la "guerra de los cinco días" en agosto de 2008[9]
- Guatemala URNG
- Hungría
- Letonia Las pistolas soviéticas PM permanecieron en servicio en el ejército al menos hasta octubre de 2001[10], pero el 29 de marzo de 2004, Letonia pasó a formar parte del bloque de la OTAN (cuyo cartucho de pistola estándar es 9 × 19 mm) y se comprometió a cambiar a la OTAN. estándares. En mayo de 2016 se tomó la decisión de sustituir las armas en la policía.[11] En noviembre de 2016 se tomó la decisión de rearmar a los guardias fronterizos.[12]
- Nicaragua
- Rusia[13].
- Uzbekistán[14]
- Unión Soviética[1]
- Vietnam[15]